# Миливој Радовић (мачевалац)
Миливој Радовић (22. фебруар 1916 — 1987) бивши југословенски олимпијски репрезентативац у мачевању који се такмичио у борбама сабљом. Био је учесних мачевалачког турнира на Летњи олимпијским играма 1936. у Берлину.
На Олимпијским играма учествовао је у појединачној и екипној конкуренцији такмичења у сабљи.
У Кавификавијама појединачне конкуренције такмичио се у 9. групи са још 6 такмичара. Изгубио је све мечева, био последњи у групи и није се пласирао за четвртфинале. 

### Група 9 - сабља појединачно
| Противник             | Нација               | Резултат |
| --------------------- | -------------------- | -------- |
| Густаво Марци         | Италија              | 2 : 5    |
| Франс Мосман          | Холандија            | 2 : 5    |
| Владислав Доброволски | Пољска               | 3 : 5    |
| Оливер Триндер        | Уједињено Краљевство | 4 : 5    |
| Питер Бридер          | САД                  | 2 : 5    |
| Фердинандо Алесандри  | Бразил               | 3 : 5    |

| #  | Име                   | Земља                | ПОБ | ПОР | ТД | ТП | Бел. |
| -- | --------------------- | -------------------- | --- | --- | -- | -- | ---- |
| 1. | Густаво Марци         | Итаљлија             | 4   | 1   | 22 | 12 | КВ   |
| 2. | Франс Мосман          | Холандија            | 4   | 2   | 25 | 17 | КВ   |
| 3. | Владислав Доброволски | Пољска               | 4   | 1   | 22 | 19 | КВ   |
| 4. | Оливер Триндер        | Уједињено Краљевство | 4   | 2   | 26 | 20 | КВ   |
| 5. | Питер Бридер          | САД                  | 3   | 3   | 22 | 19 |      |
| 6. | Фердинандо Алесандри  | Бразил               | 1   | 5   | 12 | 28 |      |
| 7. | Миливој Радовић       | Југославија          | 0   | 6   | 16 | 30 |      |

У екипном такмичењу Југославија је у првом колу била у групи 7 се САД, Турском и Швајцарском. Били су последњи у групи и нису испели да се пласирају у четвртфинале. У сваком мечу екипу су чинила четворица такмичара. Николић је био у екипи са Крешом Третњаком, Еугеном Јакобчићем, Едом Марионом и Паваом Пинтарићем. Такмичио се у мечевима са против Турске и Швајцарске.

### Група 7 - сабља екипно
| Противник                | Резултат |
| ------------------------ | -------- |
| Абдул Халим Токмакчиоглу | 3 : 5    |
| Џихат Тегин              | 5 : 3    |
| Енвер Балкан             | 5 : 3    |
| Орхан Адаш               | 1 : 5    |

| Противник       | Резултат |
| --------------- | -------- |
| Адолф Штокер    | 1 : 5    |
| Алфонс Рукштул  | 4 : 5    |
| Чарсл Гластетер | 0 : 5    |
| Валтер Видеман  | 1 : 5    |

Табела групе 7.
| #  | Репрезентација | ПОБ | ПОР | ТД | ТП | Бел. |
| -- | -------------- | --- | --- | -- | -- | ---- |
| 1. | САД            | 2   | 0   | 26 | 6  | КВ   |
| 2. | Турска         | 2   | 1   | 19 | 29 | КВ   |
| 3. | Швајцарска     | 1   | 2   | 21 | 27 |      |
| 4. | Југославија    | 0   | 2   | 14 | 18 |      |